# 賀卓華
賀卓華 MLA（？—），加拿大政治人物，現任卑詩省議會素里—白石選區議員。他於2020年卑詩省省選中以卑詩自由黨（後改稱卑詩聯合黨）黨員身分首次當選，2024年起則為卑詩保守黨一員。

## 生平
賀卓華於卑詩省素里土生土長，曾就讀於南素里的額爾金公園中學，後從西三一大學取得政治學學位。他與妻子荷莉（Holly Halford）育有三名子女。
他於1990年代末替時任卑詩自由黨素里—白石選區省議員何國定擔當義工，後則供職卑詩省議會，曾任兩名內閣廳長之幕僚長。他曾協助馮宜幹競逐2011年卑詩自由黨黨魁選舉，後供職省長簡蕙芝的通訊及議題管理辦公室，離開省府後則任橫加拿大輸油管公司公共事務總監。2018年市選他代表素里第一黨競選素里市議員，但告落敗。
2020年9月他獲取素里—白石選區的自由黨候選人資格，在同年10月省選中以224票之差險勝新民主黨候選人史密夫（Bryn Smith）當選該區省議員，同年11月獲任為官方反對黨精神健康及癖癮評議員。他從2022年12月起出任影子內閣交通及基建、卑詩保險公司和可负担事务廳长，後再加任影子運輸聯線、英屬哥倫比亞交通局及体育廳長。
自由黨在馮宜幹領導下於2023年4月更名為卑詩聯合黨。然而，沉寂多年的卑詩保守黨在往後數月急起直追，民調支持度超越聯合黨，並吸引數名聯合黨省議員過檔。在聯合黨形勢不利下，馮宜幹於2024年8月宣布解散該黨並暫停該黨同年省選競選活動。原本計劃代表聯合黨競逐該屆省選的賀卓華於同年9月3日獲確認為保守黨的素里—白石選區候選人，取代原本在該選區競選的特珀；特珀則改為競逐素里全景選區議席。賀卓華於同年10月省選順利連任，同年11月獲黨魁羅仕德委派出任官方反對黨環境及公園評議員。